# Дирекция на полицията
Дирекцията на полицията е създадена през 1925 г. по „Закона за администрацията и полицията“. Обединява действащите към Министерството на вътрешните работи и народното здраве „Полицейско-административно отделение“ (създадено през 1879) и „Отделението за обществената безопасност“ (създадено през 1907).
Ръководи изпълнително-разпоредителната дейност на органите на реда, следи и разкрива антиправителствени и криминални престъпления и надзирава политическата дейност и печата в България. В сктруктурата ѝ влизат „Централното управление“ и отдели: Униформена полиция, „Държавна сигурност“, Криминална полиция, Административна полиция, Снабдителен и технически и спомагателни служби. Закрита е на 9 септември 1944 г..